# Rigadin est un galant homme
Pour plus de détails, voir Fiche technique et Distribution.
Rigadin est un galant homme est un film muet français réalisé par Georges Monca, sorti en 1911.

## Fiche technique
- Titre : Rigadin est un galant homme
- Réalisation : Georges Monca
- Scénario : Frédéric Mauzens
- Photographie :
- Montage :
- Société de production : Société cinématographique des auteurs et gens de lettres (S.C.A.G.L)
- Société de distribution : Pathé Frères
- Pays d'origine :  France
- Langue : film muet avec les intertitres en français
- Métrage : 170 mètres
- Format : Noir et blanc — 35 mm — 1,33:1 — Muet
- Genre :  Comédie
- Durée : 5 minutes et 40 secondes
- Dates de sortie : 
  - France : 28 avril 1911

## Distribution
- Charles Prince : Rigadin
- Léontine Massart
- Paul Landrin
- André Simon
- Georges Tréville
- Jeanne Doë